# Arthur von der Trappen

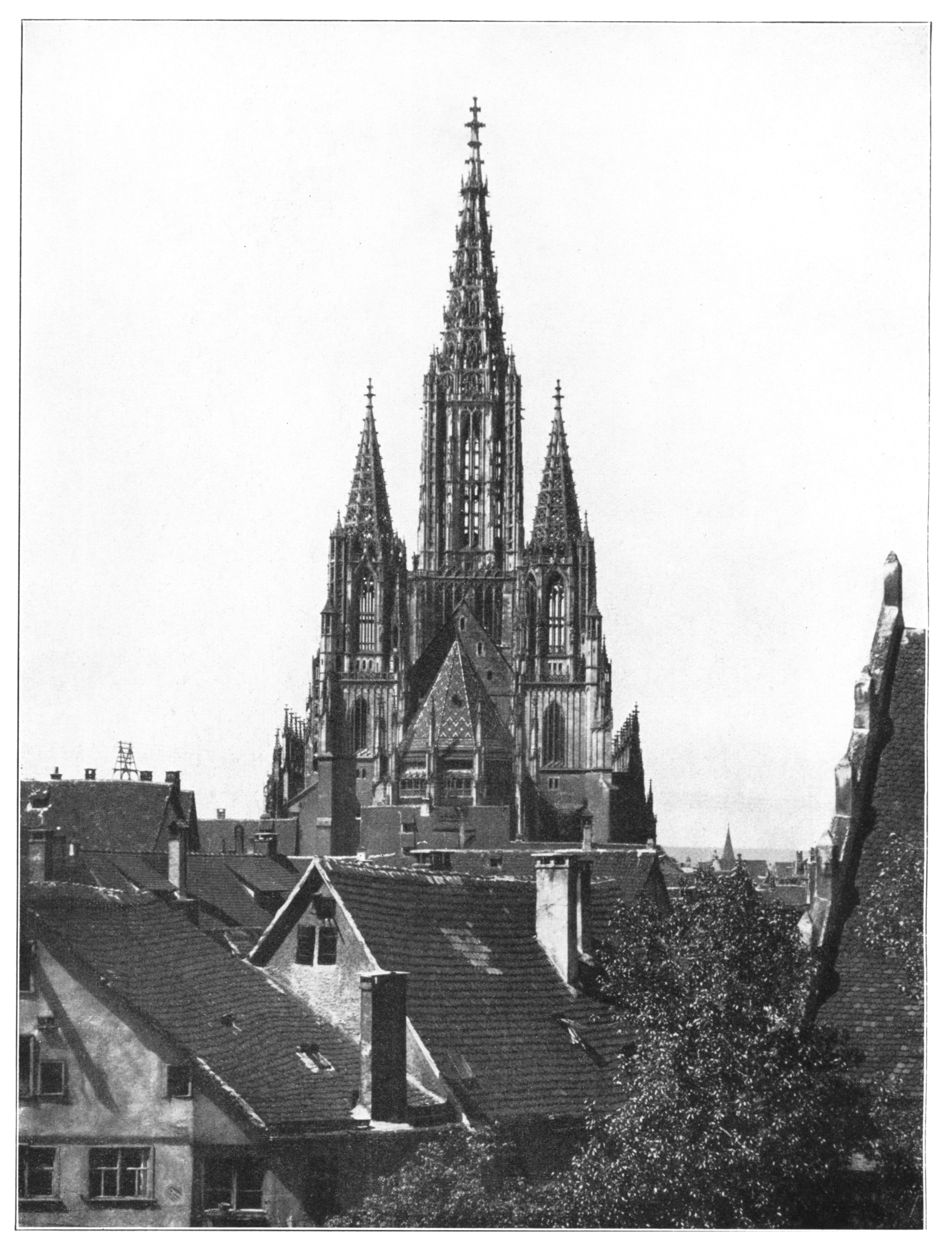
Ulmer Münster (vor 1925), Foto von Arthur von der Trappen

Arthur von der Trappen (* 23. Dezember 1870 in Wesel; † 6. August 1945 in Markgröningen) war ein deutscher Geologe, Paläontologe, Entomologe und Fotograf.
Arthur von der Trappen war ein leidenschaftlicher Sammler. Er vermachte 1936 seine Sammlung von circa 30.000 Käfern dem Naturwissenschaftlichen Museum in Stuttgart.

## Werke
- Tausend Heimatbilder aus Württemberg und Hohenzollern, Stuttgart 1922.
- Geologie. Theodor Benzinger, Stuttgart 1923.
- Unser Land 70 Bilder aus Schwaben Landschaft Siedlung Baudenkmäler. Alexander Fischer, Tübingen 1925.
- Die Fauna von Württemberg. Die Käfer. In: Jahreshefte des Vereins für vaterländische Naturkunde in Württemberg. Band 85–91, 1929–1935 (zobodat.at [PDF], zobodat.at [PDF], zobodat.at [PDF], zobodat.at [PDF], zobodat.at [PDF], zobodat.at [PDF], zobodat.at [PDF]).